# Slapužane
Sllapuzhan en albanais et Slapužane en serbe latin (en serbe cyrillique : Слапужане) est une localité du Kosovo située dans la commune/municipalité de Theranda/Suva Reka et dans le district de Prizren/Prizren. Selon le recensement de 2011, elle compte 1 019 habitants, tous albanais.

## Démographie

### Évolution historique de la population dans la localité
| 1948 | 1953 | 1961 | 1971 | 1981 | 1991  | 2011  |
| ---- | ---- | ---- | ---- | ---- | ----- | ----- |
| 354  | 395  | 454  | 626  | 865  | 1 070 | 1 019 |

|  |